# لالگودی
لالگودی (به انگلیسی: Lalgudi) یک منطقهٔ مسکونی در هند است که در Lalgudi taluk واقع شده‌است. لالگودی ۲۳٬۷۴۰ نفر جمعیت دارد و ۵۷ متر بالاتر از سطح دریا واقع شده‌است.